# Чемпионат мира по фехтованию 1969
Чемпионат мира по фехтованию в 1969 году проходил с 30 сентября по 12 октября в Гаване (Куба). Среди мужчин соревнования проходили в личном и командном зачёте по фехтованию на саблях, рапирах и шпагах, среди женщин — только первенство на рапирах в личном и командном зачёте.

## Общий медальный зачёт
| Место | Страна  | Золото | Серебро | Бронза | Всего |
| ----- | ------- | ------ | ------- | ------ | ----- |
| 1     | СССР    | 5      | 3       | 1      | 9     |
| 2     | Польша  | 1      | 2       | 1      | 4     |
| 3     | Румыния | 1      | 1       | 1      | 3     |
| 4     | ФРГ     | 1      | 0       | 0      | 1     |
| 5     | Венгрия | 0      | 2       | 3      | 5     |
| 6     | Швеция  | 0      | 0       | 2      | 2     |
| Всего | Всего   | 8      | 8       | 8      | 24    |

## Медалисты

### Мужчины
| Дисциплина                  | Золото                                                                                           | Серебро                                                                                        | Бронза                                                                                    |
| --------------------------- | ------------------------------------------------------------------------------------------------ | ---------------------------------------------------------------------------------------------- | ----------------------------------------------------------------------------------------- |
| Шпага Личное первенство     | Богдан Анджеевский                                                                               | Алексей Никанчиков                                                                             | Карл фон Эссен                                                                            |
| Шпага Командное первенство  | СССР · Сергей Парамонов · Игорь Валетов · Георгий Зажицкий · Григорий Крисс · Алексей Никанчиков | Венгрия · Паль Надь · Чаба Феньвеши · Дьёзё Кульчар · Золтан Немере · Паль Шмитт               | Швеция · Рольф Эдлинг · Карл фон Эссен · Ханс Якобсон · Орвар Йёнссон · Ларс-Эрик Ларссон |
| Рапира Личное первенство    | Фридрих Вессель                                                                                  | Василий Станкович                                                                              | Рышард Парульский                                                                         |
| Рапира Командное первенство | СССР · Василий Станкович · Герман Свешников · Юрий Шаров · Виктор Путятин · Леонид Романов       | Польша · Витольд Войда · Марек Домбровский · Ежи Качмарек · Лех Козиёвский · Рышард Парульский | Румыния · Йонел Дрымбэ · Михай Циу · Штефан Хауклер · Илиу Фалб · Штефан Арделяну         |
| Сабля Личное первенство     | Виктор Сидяк                                                                                     | Янош Кальмар                                                                                   | Петер Баконьи                                                                             |
| Сабля Командное первенство  | СССР · Умяр Мавлиханов · Марк Ракита · Владимир Назлымов · Виктор Сидяк · Эдуард Винокуров       | Польша · Ежи Павловский · Юзеф Новара · Зыгмунт Кавецкий · Кшиштоф Гжегорек · Януш Маевский    | Венгрия · Петер Баконьи · Янош Кальмар · Тамаш Ковач · Аттила Ковач · Миклош Месена       |

### Женщины
| Дисциплина                  | Золото                                                                              | Серебро                                                                                            | Бронза                                                                                         |
| --------------------------- | ----------------------------------------------------------------------------------- | -------------------------------------------------------------------------------------------------- | ---------------------------------------------------------------------------------------------- |
| Рапира Личное первенство    | Елена Белова                                                                        | Иляна Дрымбэ                                                                                       | Светлана Чиркова                                                                               |
| Рапира Командное первенство | Румыния · Иляна Дрымбэ · Ана Эне · Мария Викол · Сузана Арделяну · Ольга Орбан-Сабо | СССР · Галина Горохова · Елена Белова · Александра Забелина · Светлана Чиркова · Татьяна Самусенко | Венгрия · Юдит Менделеньи · Агнеш Симонффи · Мария Сольноки · Ильдико Рейтё · Каталин Колланьи |